# Bolonjska omaka
Bolonjska omaka (znana v italijanščini kot ragù alla bolognese, izgovorjena [raˈɡu alla boloɲˈɲeːze, -eːse], ragù bolognese ali preprosto ragù) je mesna omaka v italijanski kuhinji, značilna za mesto Bologna. Običajno se uporablja za pripravo tagliatelle al ragù in pripravo lasagne alla bolognese.
Italijanski ragù alla bolognese je počasi kuhana mesna omaka, njena priprava pa vključuje več tehnik, vključno z mehčanjem, mešanjem in dušenjem. Sestavine vključujejo značilen soffritto - mešanico iz čebule, zelene in korenja, različne vrste mletega ali drobno sesekljanega govejega mesa, pogosto poleg majhnih količin mastne svinjine. Dodamo belo vino, mleko in malo paradižnikove mezge ali paradižnika, jed pa na rahlo dušimo, da nastane gosta omaka.
Zunaj Italije se besedna zveza bolonjska omaka pogosto uporablja za omako na osnovi paradižnika, ki ji je dodano mleto meso; takšne omake običajno malo spominjajo na italijanski ragù alla bolognese, saj so bolj podobne ragù alla napoletana z juga države, bogatega s paradižniki. Čeprav se v Italiji ragù alla bolognese ne uporablja s špageti (temveč s ploščatimi testeninami, kot so tagliatelle), so tako imenovani špageti bolognese postali priljubljena jed v mnogih drugih delih sveta.

## Zgodovina
Začetki bolonjskega raguja so povezani s francoskim ragoûtom, enolončnico iz sestavin, zrezanih na majhne koščke, ki je postala priljubljena v 18. stoletju.
Najzgodnejši dokumentiran recept za ragù, postrežen s testeninami, prihaja iz poznega 18. stoletja v Imoli, blizu Bologne, od Alberta Alvisija, kuharja lokalnega kardinala  Barnabe Chiaramontija, kasnejšega papeža Pija VII.
Leta 1891 je Pellegrino Artusi v svoji kuharski knjigi objavil recept za ragù, označen kot bolognese. Artusijev recept, ki ga je poimenoval Maccheroni alla bolognese, naj bi izhajal iz sredine 19. stoletja, ko je preživel precej časa v Bologni (maccheroni so splošen izraz za testenine, posušene in sveže ). Omaka je zahtevala pretežno pust telečji file skupaj s panceto, maslom, čebulo in korenčkom. Meso in zelenjavo je bilo treba drobno zmleti, pokuhati na maslu, dokler meso ne porjavi, nato pokrito in kuhati z juho. Paradižnikova omaka ni bila predvidena. Artusi je komentiral, da bi lahko okus naredili še bolj prijeten, če bi dodali majhne koščke posušenih gob, nekaj rezin tartufa ali piščančja jetra, kuhana z mesom in narezana na kocke. Za konec je predlagal tudi pol kozarca smetane, ko je omaka popolnoma kuhana, da bo okus še bolj gladek. Artusi priporoča, da to omako postrežete s srednje velikimi testeninami ("konjski zobje") iz trde pšenice. Testenine naj bi bile narejene sveže, kuhane, dokler niso bile čvrste, nato pa začinjene z omako in sirom Parmigiano Reggiano.

## Razvoj in različice
Odkar je Artusi posnel in nato objavil svoj recept za Maccheroni alla bolognese, se je to, kar je zdaj ragù alla bolognese, razvilo s kuhinjo regije. Najbolj opazna je prednostna izbira testenin, ki so danes splošno priznane kot sveže tagliatelle. Še en odraz razvoja kuhinje od njenega začetka je dodajanje paradižnika, bodisi kot pire ali kot zgoščena pasta, v običajno mešanico sestavin. Podobno se danes tako vino kot mleko pojavljata na seznamu sestavin številnih sodobnih receptov, govedina pa je večinoma izpodrinila teletino kot prevladujoče meso.
Leta 1982 je Italijanska akademija kulinarike (Accademia Italiana della Cucina), organizacija, namenjena ohranjanju kulinarične dediščine Italije, zabeležila in deponirala recept za »klasični bolonjski ragù« pri bolonjski gospodarski zbornici (La Camera di Commercio di Bologna). Objavljena je bila tudi različica recepta akademije za ameriške kuhinje. Recept akademije omejuje sestavine na goveje meso, narezano s krožnika (cartella di manzo), svežo neprekajeno panceto (pancetta di maiale distesa), čebulo, korenje, zeleno, pasato (ali paradižnikovo mezgo), mesno juho, suho belo vino, mleko , sol in poper.
Dandanes obstajajo številne različice recepta tudi med domačimi italijanskimi kuharji, repertoar pa so še razširili nekateri ameriški kuharji, znani po svojem strokovnem znanju v italijanski kuhinji.
Ragù alla bolognese je zapletena omaka, ki vključuje različne tehnike kuhanja, vključno z mehčanjem, mešanjem in dušenjem. Kot taka je primerna za interpretacijo in prilagajanje s strani profesionalnih kuharjev in domačih kuharjev. Pogosti viri razlik so, katero meso uporabiti (govedina, svinjina ali teletina) in njihove relativne količine, morebitno vključitev suhomesnatih izdelkov ali drobovine, katere maščobe se uporabljajo v fazah sotiranja (topljena svinjska maščoba, maslo, olivno ali rastlinsko olje ), kakšna oblika paradižnika je uporabljena (sveža, v pločevinkah ali pasta), sestava tekočin za kuhanje (vino, mleko, paradižnikov sok ali juha) in njihovo posebno zaporedje dodajanja.
Številne različice med recepti za ragù alla bolognese so mnoge pripeljale do iskanja dokončnega, pristnega recepta. Nekateri menijo, da je recept, ki ga je leta 1982 registrirala Accademia Italiana della Cucina, »najbolj pristen«.
Vendar to ne bi bilo v skladu z lastnimi prepričanji in izjavami akademije o ostajanju zvestobe tradiciji pri dokumentiranju in ohranjanju italijanske kulinarične dediščine. V Milanu rojeni kuhar Mario Caramella je izjavil: »V Italiji je je več tradicionalnih receptov za tagliatelle al ragù alla bolognese z bolj ali manj manjšimi različicami.« Kot pravi britanska avtorica kuharske knjige in pisateljica hrane Felicity Cloake, »Dejstvo je, da ni dokončnega recepta za bolonjsko mesno omako, a da bi bila vredna tega imena, bi morala spoštovati tradicijo tega območja«, pogled kar je skladno s tistim, ki ga pogosto izraža Italijanska akademija kulinarike.
Številne različice običajno temeljijo na skupni temi. Česen na primer ni v vseh zgoraj omenjenih receptih, prav tako tudi zelišča, razen lovorovih listov, ki jih nekateri varčno uporabljajo. Začimbe so omejene na sol, poper in občasen ščepec muškatnega oreščka. V vseh receptih prevladuje meso kot glavna sestavina, paradižnik pa je tako ali drugače le pomožna sestavina.

## Tradicionalna storitev in uporaba
V Bologni se ragù tradicionalno kombinira in postreže s tagliatelami, narejenimi iz jajc in mehke pšenične moke iz severne Italije. Sprejemljive alternative svežim tagliatellam so druge široke ploščate oblike testenin, kot so pappardelle ali fettuccine in oblike cevi, kot so rigatoni in penne. Medtem ko kombinacija ragùja s svežimi tagliatellami ostaja najbolj tradicionalna in pristna v bolonjski kuhinji, so nekateri - na primer Piero Valdiserra - zagovarjali izkoriščanje njene že mednarodno razširjene kombinacije s špageti, čeprav so jo poskušali prikazati kot ne povsem tuje lokalni tradiciji.
Ragù alla bolognese se skupaj z bešamelom uporablja tudi za pripravo tradicionalne pečene lazanje po bolonjsko.

## Spaghetti bolognese
Špageti bolognese (včasih imenovani spaghetti alla bolognese) so jed iz testenin, ki je priljubljena zunaj Italije, vendar ni del tradicionalne bolonjske jedi ali celo italijanske kuhinje nasploh.] Ta jed na splošno velja za nepristno, ko jo Italijani srečajo v tujini.
Sestavljajo jo špageti, postreženi z omako iz paradižnika, mlete govedine, česna, vina in zelišč; včasih lahko mleto govedino nadomestimo z drugim mletim mesom. V tem smislu je omaka dejansko bolj podobna neapeljskemu ragùju z juga Italije kot severnobolonjski različici ragùja.
Jed pogosto postrežejo z naribanim parmezanom na vrhu, vendar se pogosto uporabljajo tudi lokalni siri, kot je nariban čedar. Lahko se postreže z večjim deležem omake k testeninam, kot je običajno v italijanskih špagetih. Omako lahko položite na vrh testenin (namesto da jo vmešate v italijansko maniro) ali celo postrežete ločeno od nje, tako da gostom prepustite, da jo zmešajo sami.
Izvor jedi ni jasen, vendar se je morda razvila v kontekstu izseljevanja južnih Italijanov v Ameriko (predvsem v Združene države) v zgodnjem 20. stoletju kot nekakšna fuzija pod vplivom s paradižniki bogatega sloga neapeljskega raguja ali morda se je razvila v priseljenskih restavracijah v Britaniji v povojnem obdobju. Prva omemba te kombinacije se je pojavila v knjigi Praktični italijanski recepti za ameriške kuhinje, ki jo je napisala Julia Lovejoy Cuniberti leta 1917 in je bila izdana za zbiranje sredstev za družine italijanskih vojakov, ki so se takrat borili v prvi svetovni vojni. V knjigi bolognese omako priporočamo za »makarone ali špagete«. Slednje so bile dejansko že razširjene v Združenih državah Amerike, za razliko od tagliatelle, ki so se tradicionalno pripravljale sveže in jih je zaradi krhkosti njihove konsistence težko izvažati. V državah, kjer je običajna, se omaka pogosto uporablja za lazanjo namesto ragù alla bolognese, kot v Bologni in drugod po Italiji.